# Stara Wieś (gmina Łęczna)
Stara Wieś – wieś w Polsce położona w województwie lubelskim, w powiecie łęczyńskim, w gminie Łęczna.
W latach 1975–1998 miejscowość należała administracyjnie do województwa lubelskiego.
Wieś stanowi sołectwo gminy Łęczna. Według Narodowego Spisu Powszechnego z roku 2011 wieś liczyła 552 mieszkańców.

## Historia
Lokalizacja miasta Łęczna została wybrana na wzgórzu na lewym brzegu rzeki Świnki. Był to teren części wsi Łęczna należącej uprzednio do króla. Druga część wsi na położona na prawym brzegu Świnki funkcjonowała nadal jako osada wiejska. W odróżnieniu od miasta zaczęto ją nazywać Stara
Łęczna (Antiqua Lanczna). Tak było w 1495 r. natomiast w 1529 r. nosiła nazwę Stara Wieś (Stara Vyesz) już bez odniesienia do miasta Łęczna. Strażnik litewski Stanisław Potocki sprzedał w 1725 roku Starą Wieś hetmanowi polnemu koronnemu i wojewodzie podlaskiemu Stanisławowi Mateuszowi Rzewuskiemu.